# Bélai-havasok
A Bélai-havasok, másként Bélai-mészkőhavasok vagy Bélai-Tátra (szlovákul Belianske Tatry, németül Beler Kalkalpen, Beler Tatra vagy Beler Gebirge) a Tátra északkeleti része. Szlovákiában, az Eperjesi kerület Poprádi járásában található.

## Földrajza
A Magas-Tátrától elkülönül eltérő földtani szerkezete, s az ebből adódó domborzati képe miatt.  Az egyes részek páratlan volta főként földtani szerkezetüknek és domborzati formáiknak köszönhető. Feltűnőek az eljegesedések nyomai.
A Lengyel-Tátrának a Bialka-patak völgyén túl való folytatásaként délkelet-északnyugati irányban 14 km hosszúságban s 4-5 km szélességben terül el. Területe lényegesen kisebb, mint a Magas-Tátráé, 67,5 km².
A Magas-Tátrától a Késmárki-Fehérvíz-völgy részét képező Elülső- és a Jávor-völgy részét képező Hátulsó-Rézaknák szűk völgyei s az azokat összekötő Kopa-hágó (Kopské sedlo, 1773 m-en) választja el. A hágó által a Fehér-tavi-csúcs gerincén át közvetlenül csatlakozik Magas-Tátrához. Dél felé a bélai lapály határolja, kelet és észak felé a Béla-patak völgye, a Zsgyári-völgy, és az annak folytatását képező Zsgyár-hágó (1081 m) a Szepesi-Magurától választja el. Nyugat felé a Jávor-völgy, a Javorinka völgye határolja.
A főgerinc szabályosan kifejlődött, mélyebb hágók által meg nem szakított, rendesen szélesebb hátú, havasi legelőkkel fedett s ez által a Magas-Tátra sziklás s zord gerinceitől lényegileg elütő láncolat, melyhez párhuzamos mellékágak csatlakoznak. Délről meglehetősen tagolatlannak látszik, északnak ellenben a Zsgyár faluról elnevezett Zsgyári-völgy felé néhány éles gerincet bocsát ki. A kisebb mélységig ereszkedő déli ágak rövidek, meredekek, nagyobb völgyek képződésére nem alkalmasak; az északi, jóval hosszabb ágakat mély, meredek lejtőjű völgyek és a bennük futó bővizű patakok választják el egymástól. Formái nem érik el a Magas-Tátra hegyeinek élességét: széles, többnyire füves hátát csak kisebb sziklarészletek szakítják meg. Természeti szépségei kiválók, a Magas-Tátra ridegsége s zordsága hiányában, a szelídebb hegység szépségeivel hat, habár tetemes magassága, mély völgyei s helyenkint hatalmas sziklaképződményei tiszteletet parancsolnak.
A főgerinc a Barlangliget feletti Csikó-heggyel (Kobili-hegy, Kobylí vrch) (1097 m) kezdődik, melyben a híres Bélai-cseppkőbarlang van (lásd alább). Főbb csúcsai: a Faixtisztás (szlovákul Faixova, 1488 m), Vaskapu (Skalné vráta, németül Eisernes Tor, 1620 m), Homlokos (másként Bikahegy, szlovákul Bujačí vrch, németül Stirnberg, 1960 m), Elülső-Mészárszék (Predné Jatky vagy Košiare, 2012 m), Hátsó-Mészárszék (Zadné Jatky, 2019 m), Bolond Gerő (Hlúpy, Thörichter Gern, 2061 m), továbbá a Szélesmező (Široké sedlo, 1825 m) mély behorpadásán túl a Sirató (Ždiarska vidla, Greiner, 2142 m), a Holló-kő (szlovákul Havran, németül Rabenstein, 2151 m, az egész hegység legmagasabb csúcsa), Novy (1999 m), Muran (Wandberg, 1827 m) és Rogova (1268 m), mellyel a hegység Javorinánál véget ér. A déli rövid mellékágakban csúcsképződést nem találunk, az északi ágakban a Javorinka (1464 m) és Gaffelsthurm (1631 m) a legmagasabb csúcsok.

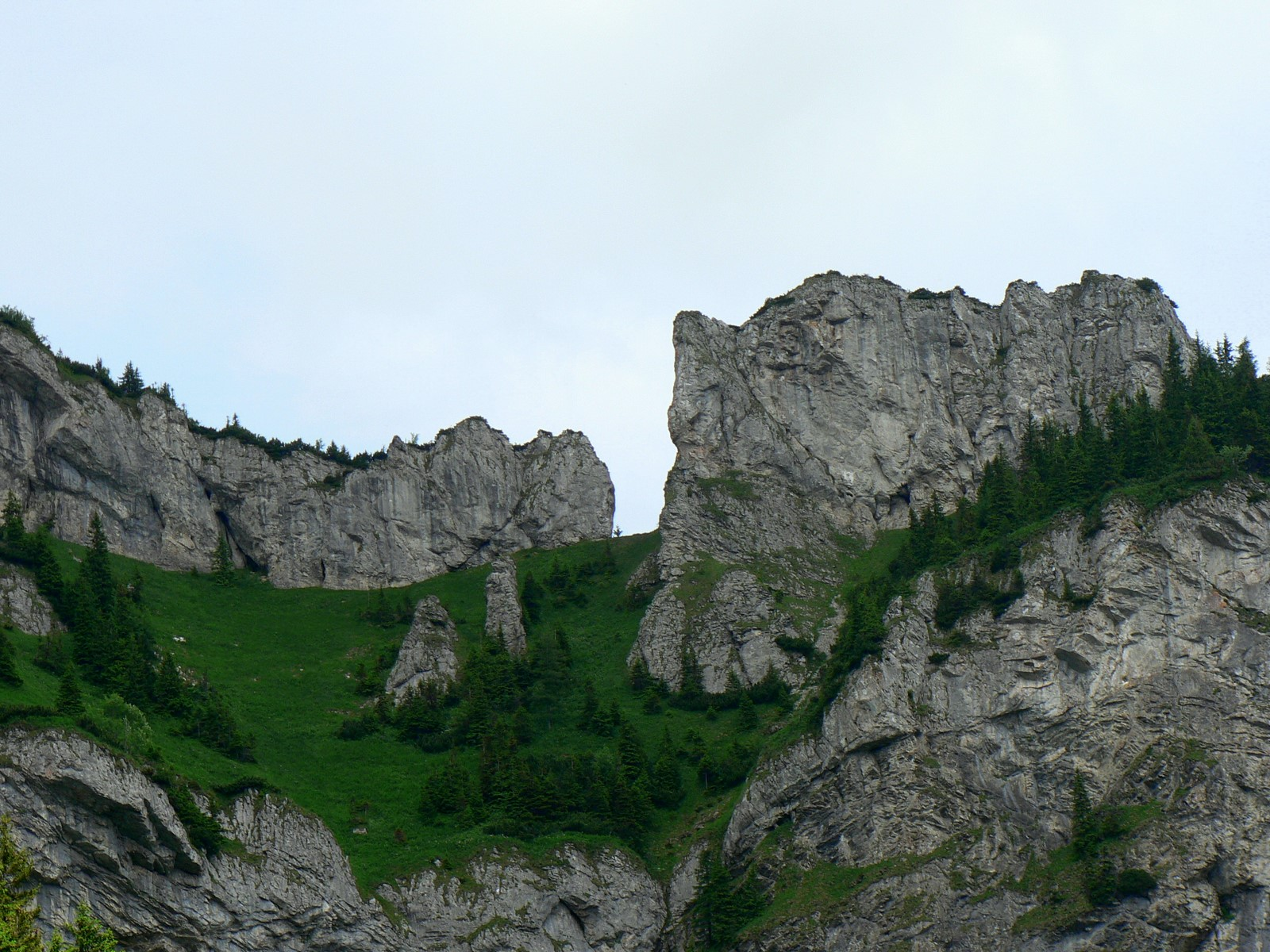
A Vaskapu
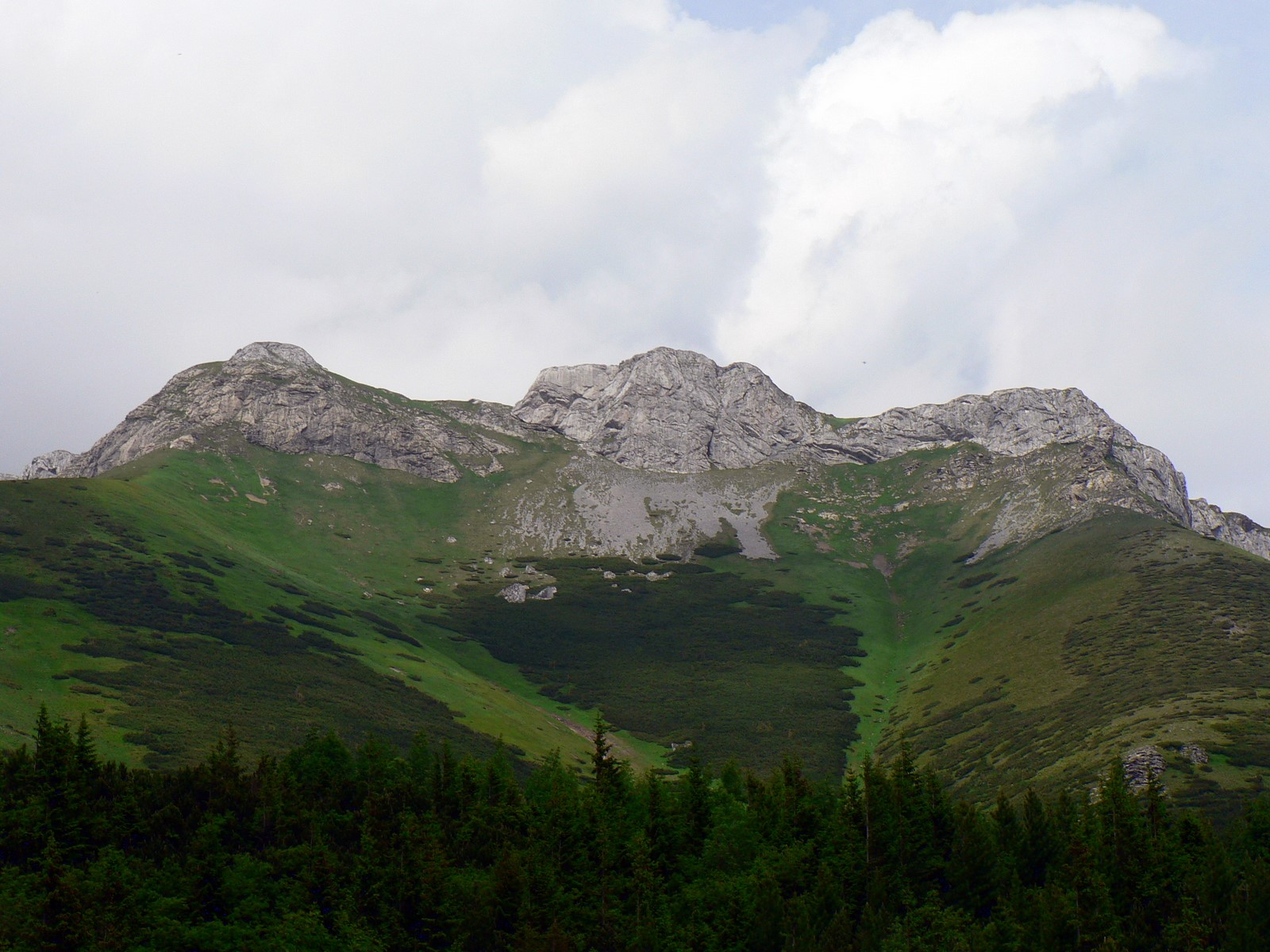
Elülső-Mészárszék
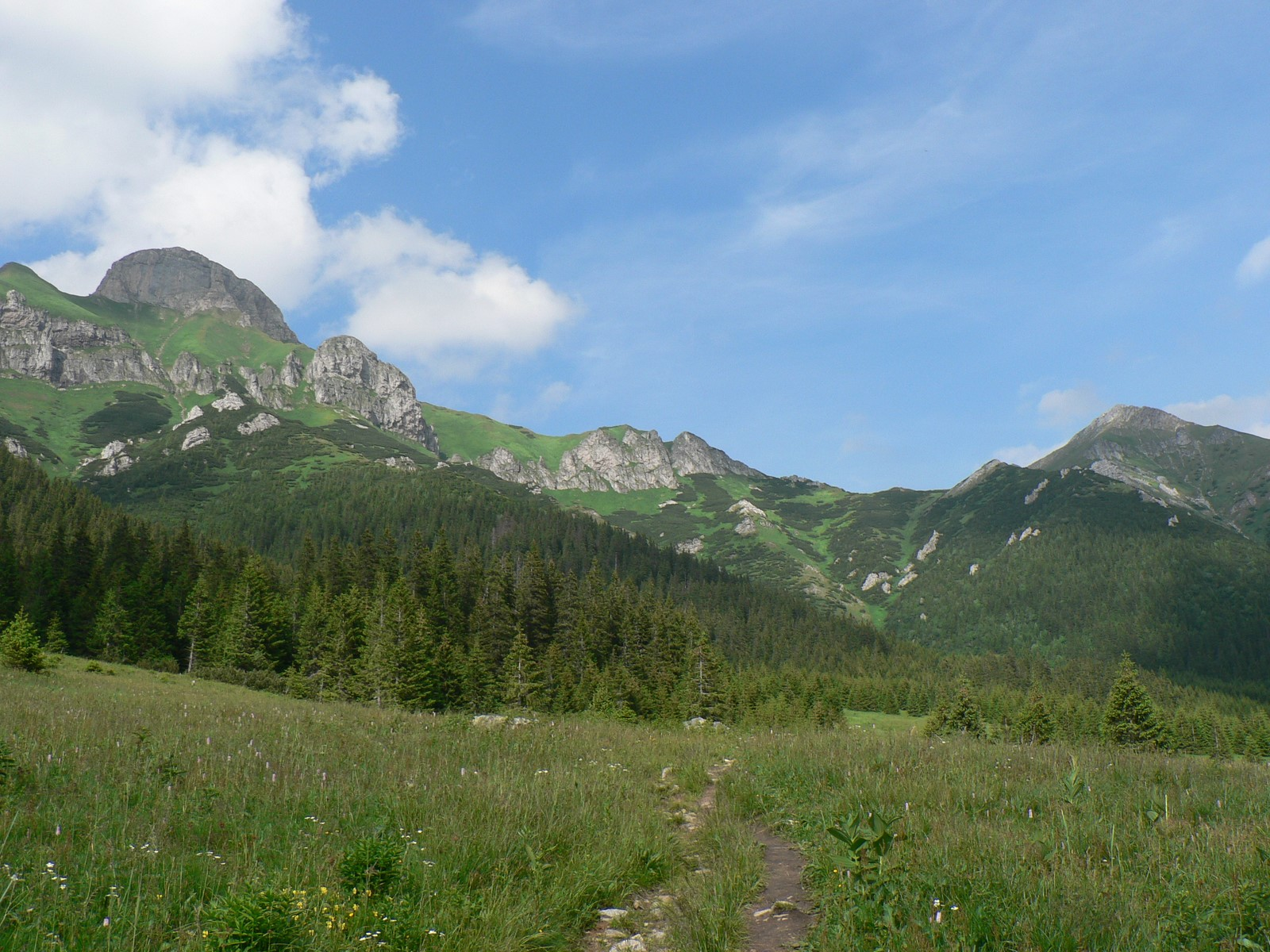
A Szélesmező nyereg
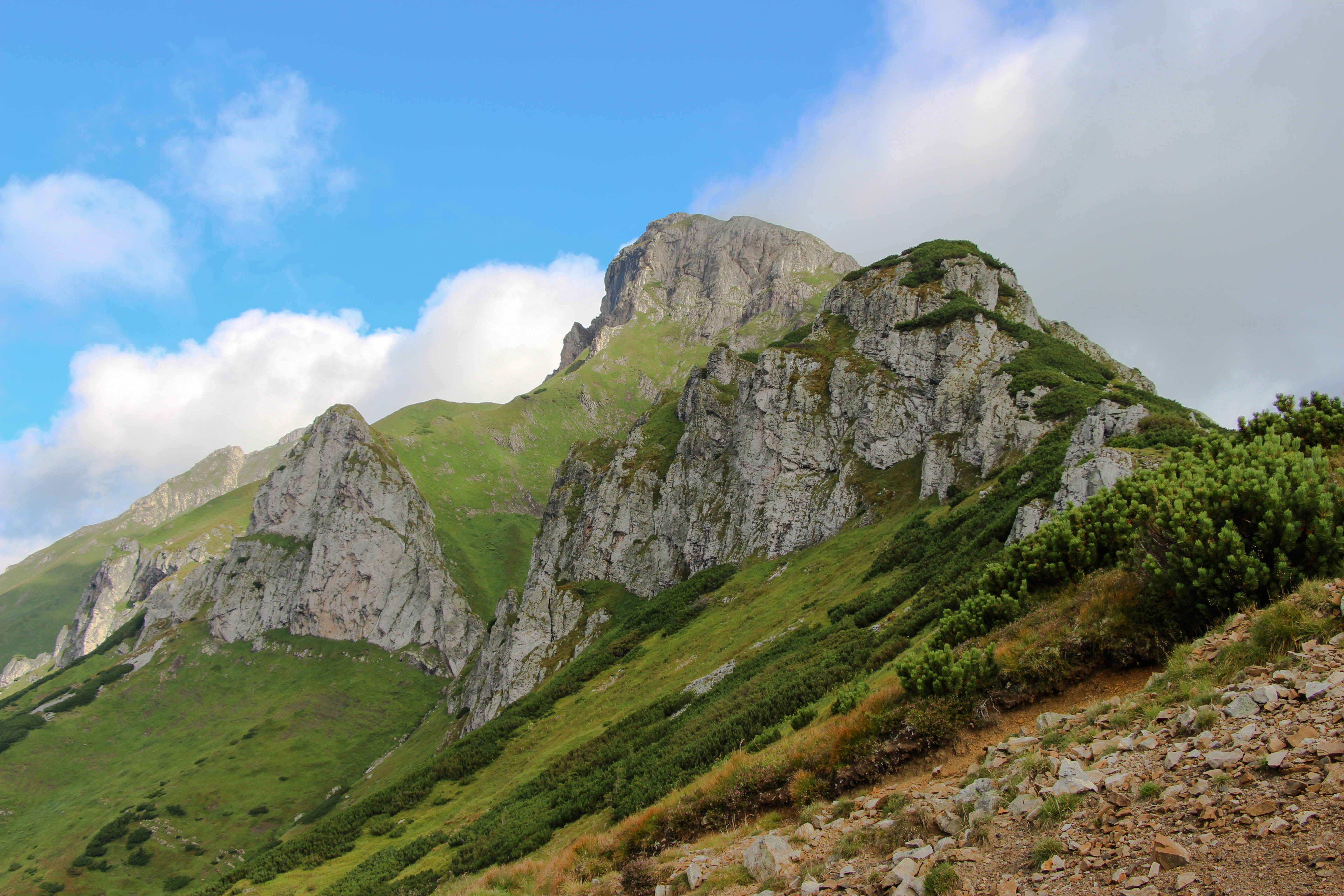
Holló-kő (Havran)
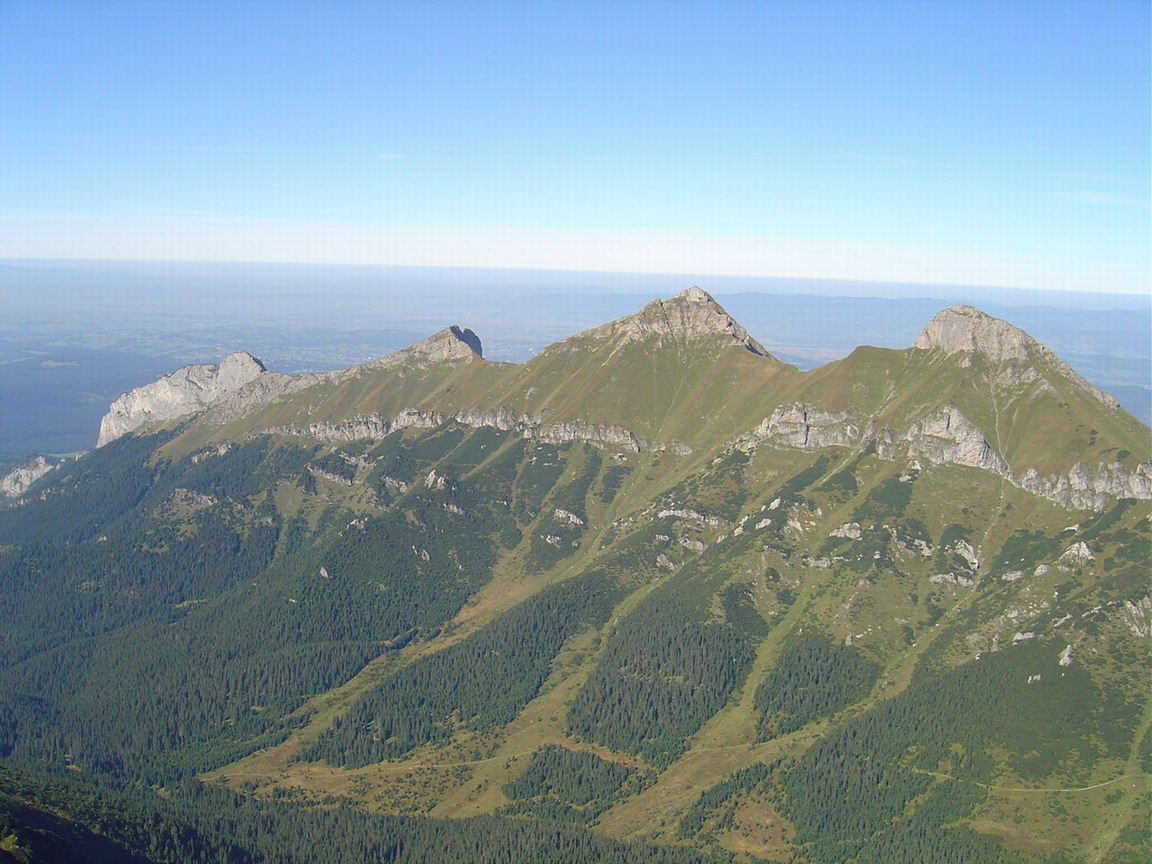
A Bélai-havasok északnyugati része délről, a Fehér-tavi-csúcs felől

## Völgyei
- Hétforrás-völgye (Dolina Siedmich prameňov)
- Fehér-völgy (Monkova dolina)

## Élővilág

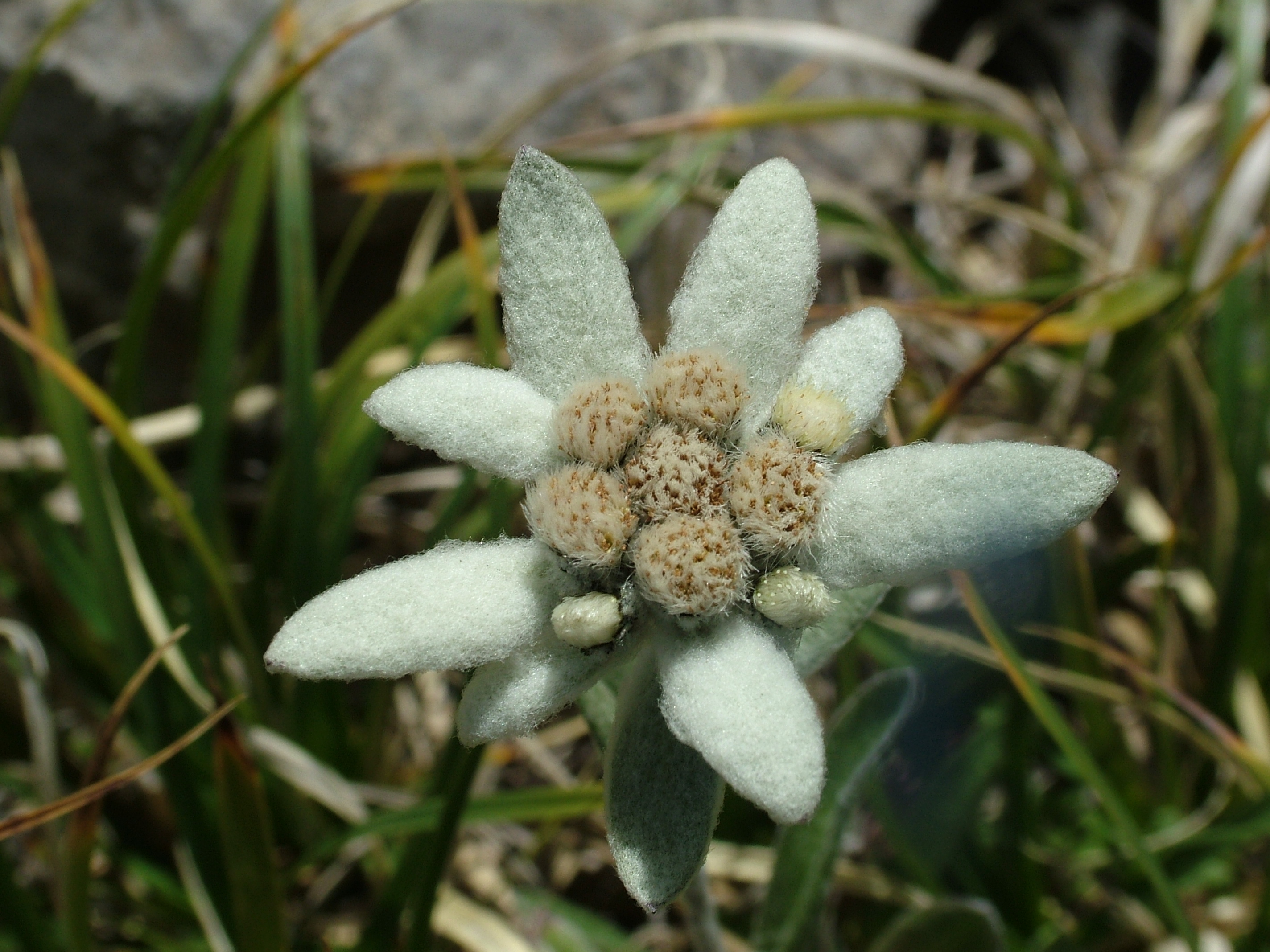
Havasi gyopár

A mészkőalapon lúgos a talaj, s csodaszép magashegyi virágok tenyésznek rajta. A magas hegyek jellegzetes virága, a havasi gyopár mészkedvelő, ezért csak a Lengyel- és a Bélai-Tátrában látható. A legtöbb virág június-júliusban nyílik, tehát a turistaidényben gyönyörködhetünk bennük.

## Barlangok
A hegység bővelkedik barlangokban.

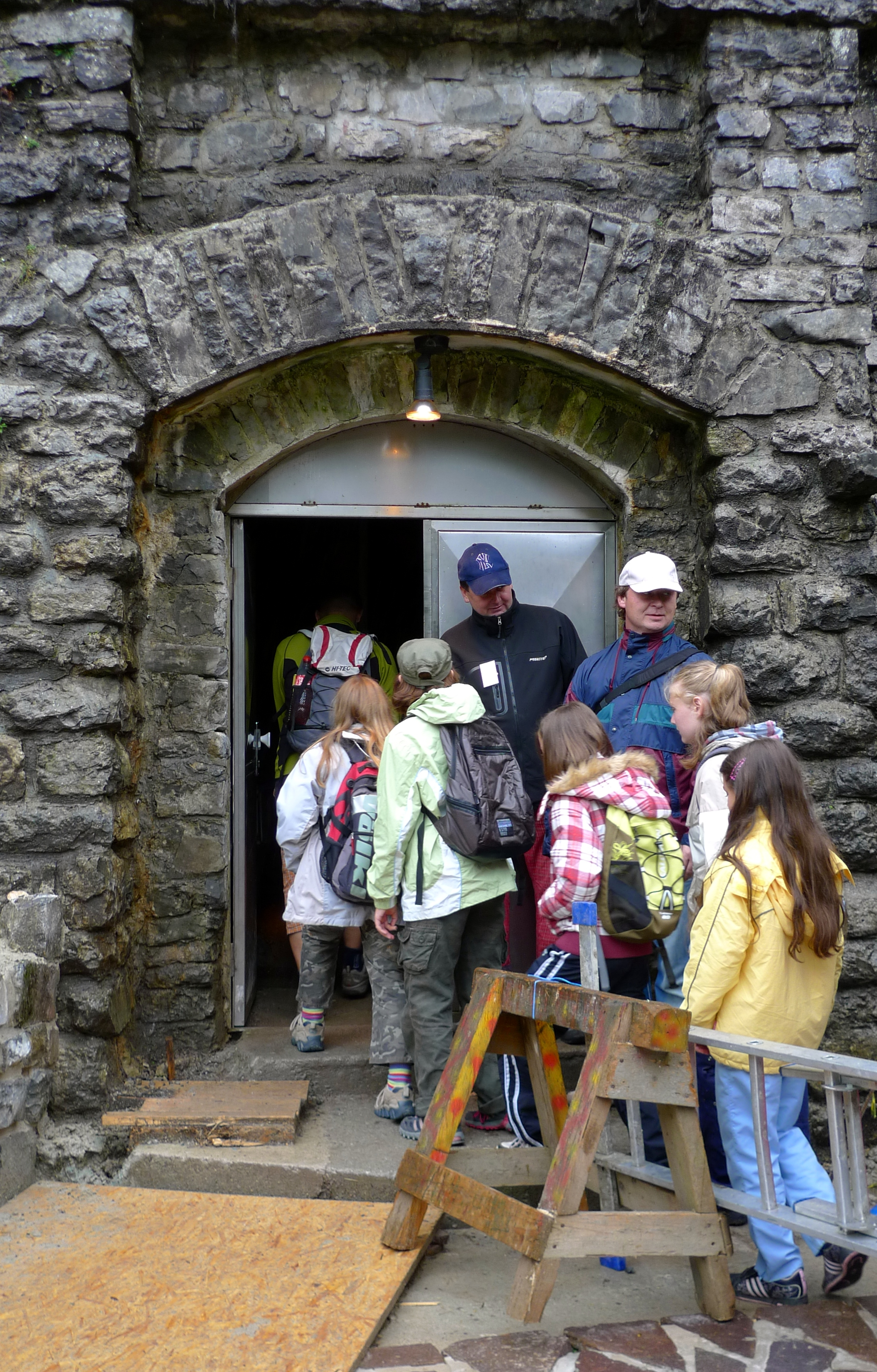
A Bélai-cseppkőbarlang bejárata

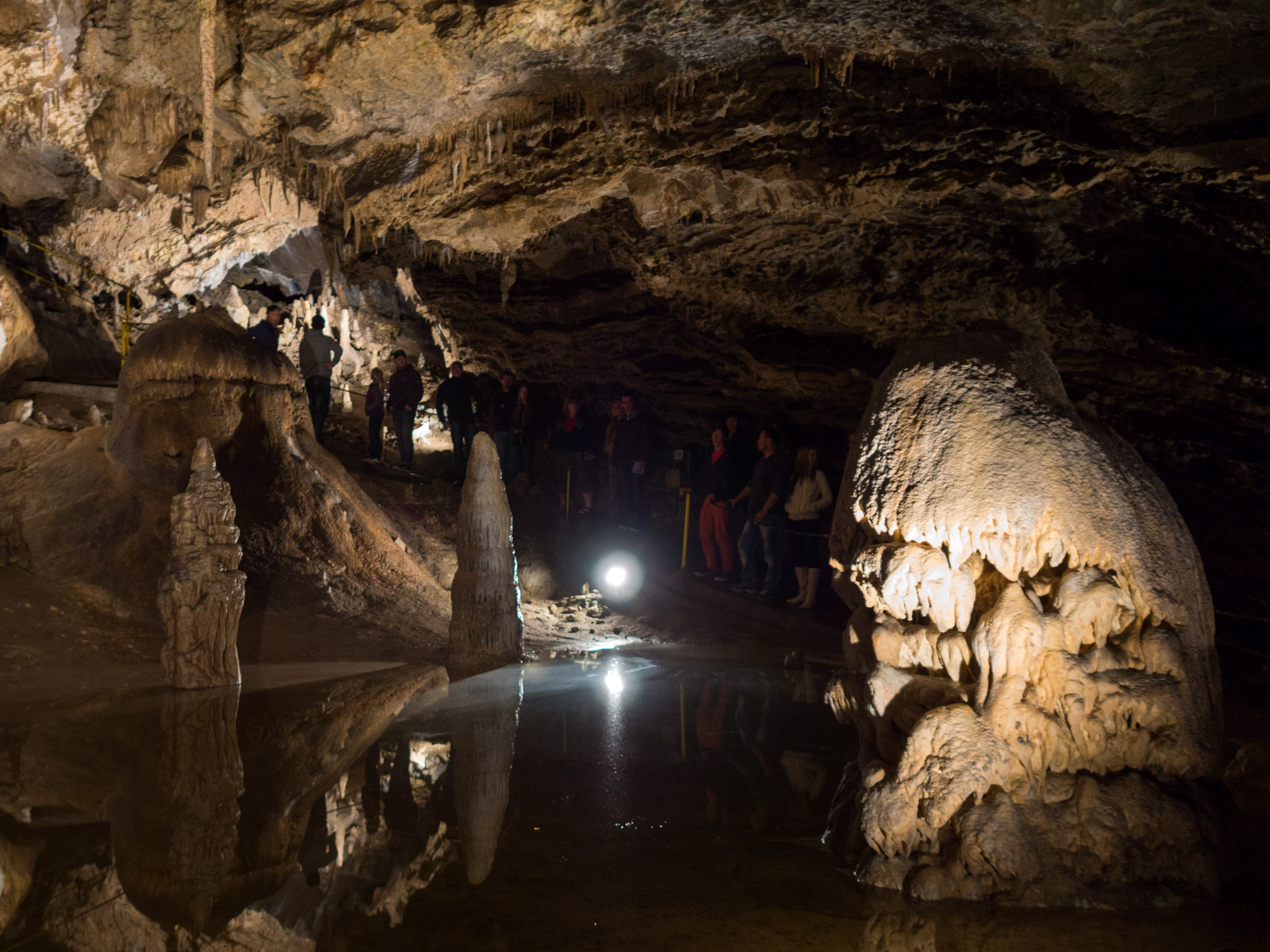
A Bélai-cseppkőbarlangban

- A Bélai-cseppkőbarlang (szlovákul Belianska jaskyňa)  teljes hossza: 3 641 m; mélysége: 160 m. A látogatási útvonal 1 370 m hosszú, szintkülönbsége 125 m, az útvonalon 860 lépcső található. A bent tartózkodás időtartama kb. 70 perc. A barlang hőmérséklete 5 és 6,3 °C között mozog. A Bélai-Tátra keleti részén, a Csikó-hegy (Kobylí vrch) északi oldalában található   Barlangliget (Tatranská Kotlina) felett a Tátrai Nemzeti Park (TANAP) területén. A 890 m tengerszint feletti magasságban fekvő bejárathoz mintegy 1000 m hosszú tanösvény vezet, amely 122 m szintkülönbséget küzd le. A feljutás 25 percet vesz igénybe.

A bejárati részt az aranyásók már a 18. század első felében ismerték, amiről a barlang falára felírt nevek is tanúskodnak. Sikerült azonban sokáig titokban tartaniuk. A bejárati nyílást Gulden L. és egy Fabry nevű aranyásó találta meg újra 1826-ban, de mélyebben nem nyomultak a járatokba. A nyílásra véletlenül talált rá Husz Gyula és Britz János 1881. augusztus 5-én, akik néhány nap múlva bemerészkedtek a barlang belsejébe is, és fedezték fel a nagy nyilvánosság számára valójában már korábban is ismert barlangot. A nagyközönség számára 1882-ben nyitották meg, és a világon az elsők között, 1896-ban, elektromos árammal világították meg.
Az utóbbi években a barlangot gyógykezelésre is használják.
- A Bélai-cseppkőbarlangon kívül itt találjuk még a bélai Alabástrombarlangot, továbbá az ún. Jégpincét, több kis barlangot a Muran és Novy hegyek oldalában s Javorinka közelében.

## Turizmus
Turistaszempontból kissé felemás jellegű. Délkeleti, Szepesbélának néző felét a Magyarországi Kárpát Egyesület (MKE), főleg Szepesbéla városának és sok derék polgárának (Husz Gy., Britz Gy., Weber S., Kaltstein A., Gabriel A., Koromzay Gy. és másoknak) segítségével bekapcsolta a turistaforgalomba, a város pedig feltárta a Bélai-cseppkőbarlangot, megalapította és kifejlesztette Barlangligetet; a hegység ÉNy-i, a Siratón (Greiner) túl fekvő része azonban Hohenlohe javorinai birodalmának volt része. A Holló-kő és Muran szikláin kőszáli kecskék találnak új otthonra, a Jávor-völgyben bölények éltek a 19. század végéig
A Bélai-havasok tehát nem nyújtanak a hegymászóknak olyan problémákat, mint a Magas-Tátra. Mindezért azonban kárpótolnak a hegység páratlan virágpompája (Nagy-Magyarország fajokban leggazdagabb vidékei közé tartozott), a gondtalan gerincséta varázsa, a színes és megkapó körkép (a Sirató kilátása az egész Tátra legnagyobb képei közé tartozik) és érdekes barlangjai.

### Menedékházak
Egyetlen menedékháza Gyopár-menedékház (Chata Plesnivec) a Hét-forrás völgyében 1290 m-es magasságban.

A Bélai-havasok Zsgyár felől